# Leonardo da Pistoia

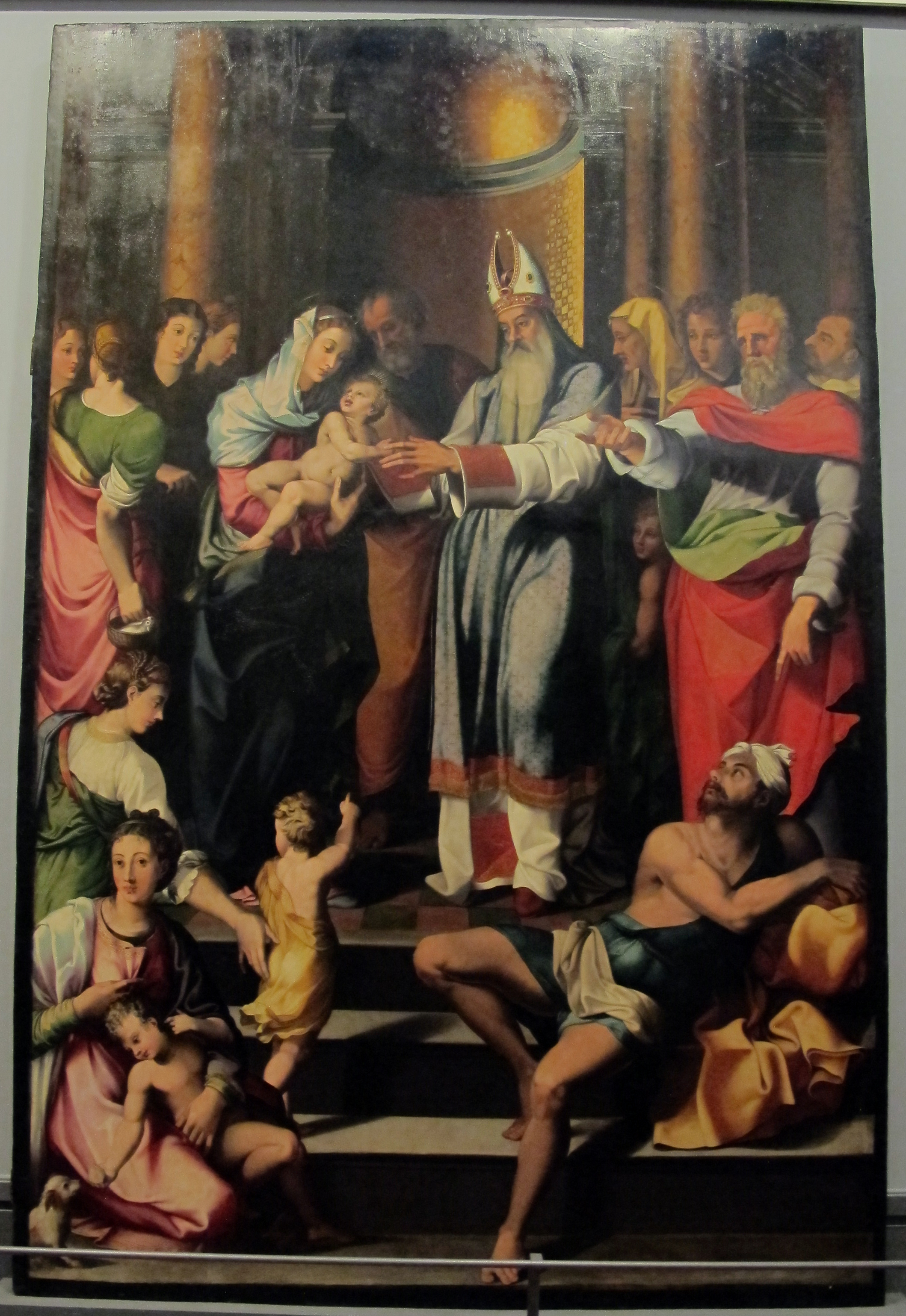
Leonardo Grazia da Pistoia, Darstellung des Herrn, ca. 1544

Leonardo Grazia oder Grazzi, bekannt als Leonardo da Pistoia (* 1502 in Pistoia; † 1548 in Neapel), war ein italienischer Maler, der während der Renaissance in der Toskana, Rom und Neapel aktiv war.

## Leben
Leonardo Grazia da Pistoia erhielt seine künstlerische Ausbildung in der Werkstatt seines Vaters Matteo di Nardo in Pistoia. Aus Dokumenten geht hervor, dass er im Jahr 1530 in Lucca war, wo er mit Agostino Marti und wahrscheinlich auch mit Luca Penni, dem Bruder des bekannteren Giovanni Francesco, in Kontakt kam.
In den frühen 1530er Jahren ließ er sich in Rom nieder, wo er möglicherweise mit Giovanni Francesco Penni an dem Noli me tangere zusammenarbeitete, das sich heute im Prado befindet und um 1524 für die Maddalena-Kapelle in Trinità dei Monti gemalt wurde. In Rom orientierte er sich an Penni, Perino del Vaga und Giulio Romano, dessen architektonische Kulisse für das Altarbild in Santa Maria dell’Anima er in einem Bild der „Madonna mit Kind und hl. Johannes“ in der Galleria Borghese nachahmte.
In den 1540er Jahren war Leonardo Grazia in Neapel tätig. Hier malte er:
- die Tafel mit dem Heiligen Michael und dem Drachen in der Santa Maria del Parto a Mergellina
- Venus und Adonis (ca. 1540) im Museo di Capodimonte, aus der Collezione d’Avalos
- die Darstellung des Herrn (ca. 1544) für den Hochaltar der Kirche von Monte Oliveto (heute im Museum von Capodimonte), später durch Vasaris Darstellung ersetzt
- der Erlöser (ca. 1544) für die Kirche Gesù Vecchio (heute in den Lagerräumen des Museo di Capodimonte)
- Hl. Michael und der Drache im Kloster San Francesco in Folloni (AV)
- die Geburt Christi zwischen den Hl. Franziskus und Hl. Johannes dem Evangelisten und die Unbefleckte Empfängnis zwischen den Hl. Rochus und Hl. Franziskus in den Potentiner Kirchen San Franziskus und Santa Maria del Sepolcro

Im Jahr 1545 wurde Leonardo Grazia wegen der Bewertung eines Gemäldes von Pietro Negroni verklagt.
Leonardo da Pistoias Malerei zeichnet sich durch eine vereinfachte formale Reduktion und eine fast metallische Glätte der Farbe aus, die in Venus und Adonis im Museum Capodimonte sowie in Lucrezia, Venus und Kleopatra in der Galleria Borghese zu sehen ist.
In der Vergangenheit ist Leonardo Grazia mit Leonardo di Francesco di Lazzaro Malatesta (ca. 1483 – nach 1518) verwechselt worden, da beide als „Leonardo da Pistoia“ bekannt waren.

## Werke
- Verkündigung, ca. 1530, Museo della Cattedrale, Lucca
- Der Erzengel Michael tötet den Dämonen (bekannt als „Teufel von Mergellina“), 1542, Santa Maria del Parto a Mergellina, Neapel
- Taufe Christi, Santa Maria della Neve, Neapel
- Darstellung des Herrn, ca. 1544 ca. Museo di Capodimonte, Neapel (für die Kirche Santa Maria di Monteoliveto)
- Erlöser, ca. 1544, Depot des Nationalmuseums von Capodimonte, Neapel (1788 von der Kirche Gesù Vecchio erhalten)